# ITF Women's Circuit Kunming
L'ITF Women's Circuit Kunming è un torneo professionistico di tennis giocato su campi in cemento. Fa parte dell'ITF Women's Circuit. Si gioca annualmente a Kunming in Cina.

## Albo d'oro

### Singolare
| Anno | Campionessa   | Finalista    | Punteggio     |
| ---- | ------------- | ------------ | ------------- |
| 2011 | Iryna Brémond | Zarina Dijas | 1-6, 6-2, 6-3 |

### Doppio
| Anno | Campionesse                | Finaliste                      | Punteggio |
| ---- | -------------------------- | ------------------------------ | --------- |
| 2011 | Shūko Aoyama Rika Fujiwara | Iryna Burjačok Veronika Kapšaj | 6-3, 6-2  |